# Zoological Record
Zoological Record und Zoological Record Archive ist eine Datenbank für die Zoologie, die derzeit über drei Millionen Datensätze enthält. Diese verteilen sich auf Zeitschriftenaufsätze, Bücher, Tagungsberichte und elektronische Quellen aus dem Zeitraum von 1864 bis heute. In der Datenbank sind (fast) alle neu erschienenen Publikationen aus dem Fachgebiet der Zoologie enthalten. Sie können nach Taxa, Evolution, Verhaltensforschung, Ökologie, Genetik, Biochemie, geologischem Alter bei fossilen Taxa und vielen anderen Themen durchsucht werden.

## Geschichte
Zoological Record begann als gedruckte Publikation im Jahr 1864 als „The Record of Zoological Literature“ und wurde von der Zoological Society of London herausgegeben. Bereits 1870 wurde der Name in „The Zoological Record“ geändert. Jedes Jahr wurde ein Band herausgegeben, der die neueste Literatur enthielt. Erfasst wurden auch die neu aufgestellten Taxa. Seit dem Berichtsjahr 1959 (publiziert erst 1962) war die Literatur nach zoologischem Fachgebieten bzw. systematischen Einheiten in 20 Sektionen aufgeteilt.
- Zusammenfassende Zoologie
- Protozoa
- Porifera & Archaeocyathida
- Coelenterata & Ctenophora
- Echinodermata
- Conodonta & fossile Miscellanea
- Brachiopoda
- Bryozoa
- Mollusca
- Crustacea
- Trilobitomorpha
- Arachnida & kleinere Arthropodagruppen
- Insecta
- Protochordata
- Pisces
- Amphibia
- Reptilia
- Aves
- Mammalia
- Liste neuer Namen

Ab dem Berichtsjahr 1969 (publiziert erst 1972) wurde die Reihe von BIOSIS herausgegeben, die im Besitz von Thomson Scientific ist, einer Abteilung der Thomson Corporation. Seit 1985 waren die Neuausgaben auch auf CD erhältlich (zusammengefasst 1978–1984). Ein weiteres Update erschien 1993 (Zeitraum 1985–1992).
Nach 2007 war der Zoological Record von 1874 bis 2007 zeitweilig komplett online verfügbar (2014 offenbar nicht mehr). Die digitalisierten Daten von 1864 bis 1977 werden als „Zoological Record Archive“ bezeichnet, während die bereits digital herausgegebenen Jahrgänge ab 1978 lediglich als „Zoological Record“ bezeichnet werden. Die Software-Plattform wird von der Firma Wolters Kluwer/Ovid gestellt. Zoological Record und Zoological Record Archive erlauben Online-Literaturrecherchen auf dem Gebiet der Zoologie.
Die Deutsche Forschungsgemeinschaft hat eine Nationallizenz für Zoological Record (Berichtsjahre 1978–2007) und Zoological Record Archive (Berichtsjahre 1864–1977) erworben. Daher sind seit Ende April 2007 die Daten für diese Berichtsjahre in Deutschland an vielen deutschen Universitäts- und Forschungsinstituten sowie für Privatpersonen online frei zugänglich.

## Verfügbarkeit
Es lassen sich (Stand 2014) keine frei zugänglichen digitalisierten Seiten der Zoological Record-Bände im Image-Format auffinden. Dies bedeutet, dass Wissenschaftler, die eine bestimmte Seite im Zoological Record prüfen möchten, nach wie vor darauf angewiesen sind, die gedruckte Ausgabe zu konsultieren. Der Zoological Record gehört somit zu den wenigen extrem wichtigen historischen Werken zoologischer Nomenklatur, die nicht frei verfügbar im Internet (beispielsweise bei der Biodiversity Heritage Library oder dem Internet Archive) vorliegen. Die bis 1923 erschienenen Bände unterliegen in den USA keiner urheberrechtlichen Einschränkung und könnten daher prinzipiell jederzeit digitalisiert werden.